# Vlag van Hradec Králové
Hradec Králové is een bestuurlijke regio in Tsjechië. De vlag van Hradec Králové is, net als alle andere Tsjechische regionale vlaggen, uitgezonderd de vlag van Praag, ingedeeld in vier kwartieren. De vlag is sinds 8 oktober 2001 in gebruik. De ratio van de vlag is 2:3.
Het eerste en het vierde kwartier tonen de leeuw van Bohemen, die ook op het wapen van Tsjechië staat. Het is een zilveren leeuw met een dubbele staart op een rood veld. Het tweede kwartier toont een gestileerde letter G. Dit is een oud symbool van de gelijknamige regionale hoofdstad Hradec Králové en verwijst naar Grätz, de Duitse naam voor Hradec. Het derde kwartier verwijst ook naar de naam van de stad: Kralova is Tsjechisch voor koningin. Dit wordt door een koninginnenkroon uitgebeeld.
|  |  |